# Chlorophorus circularis
Chlorophorus circularis là một loài bọ cánh cứng trong họ Cerambycidae.